# سینما شیراز
سینما شیراز یک سینما در شهر شیراز، ایران است.
این سینما که در سال ۱۳۴۳ تأسیس شده هم‌اکنون متعلق به حوزه هنری می‌باشد و دارای ۵۴۵ نفر ظرفیت می‌باشد.